# Piplärkan 4

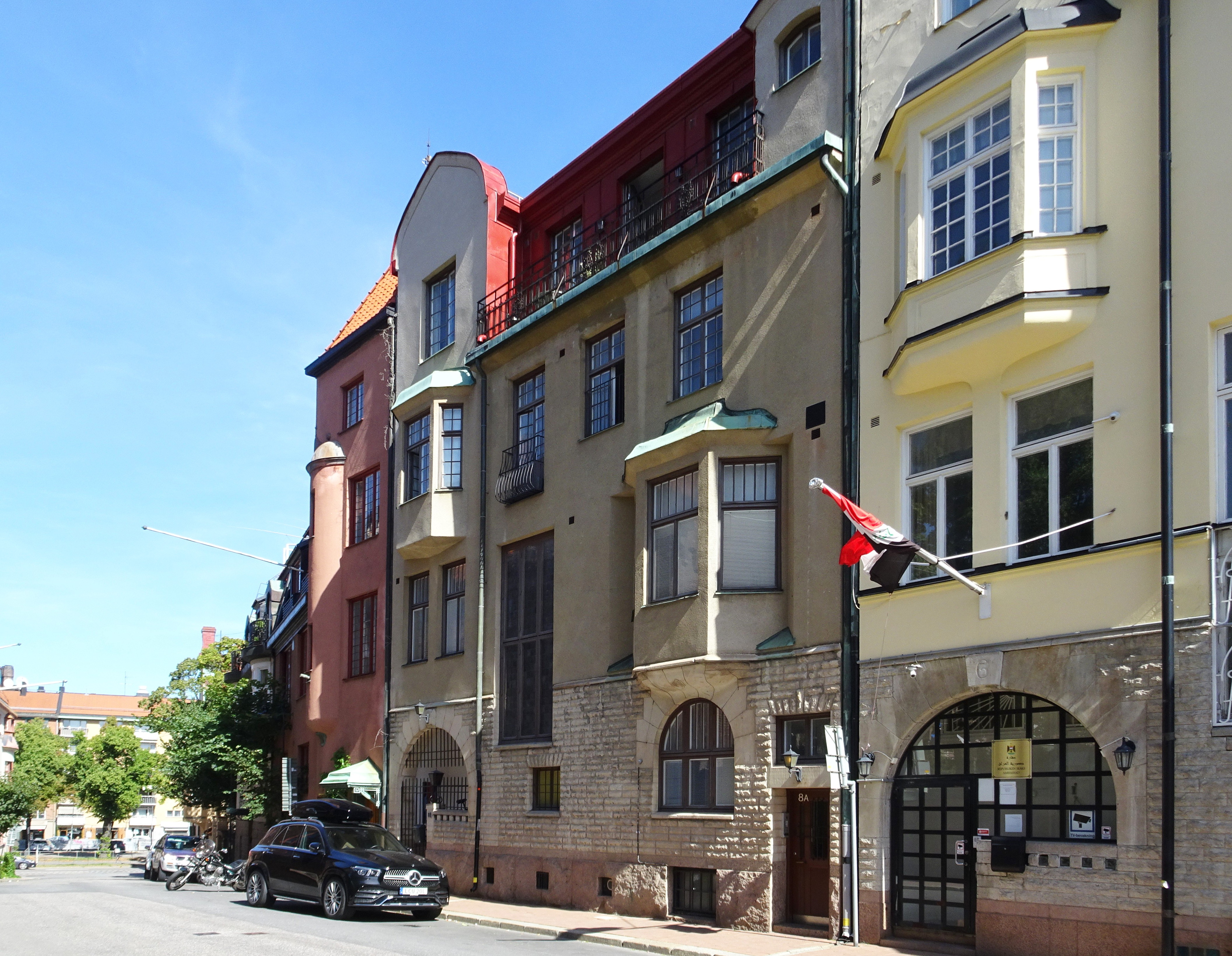
Piplärkan 4 (i mitten), till höger skymtar Piplärkan 3 och till vänster Piplärkan 5, augusti 2022.

Piplärkan 4 är en kulturhistoriskt värdefull före detta villafastighet i kvarteret Piplärkan i Lärkstaden på Östermalm i Stockholm. Denna stadsvilla vid Baldersgatan 8 ritades och uppfördes 1909 av arkitekten och byggmästaren Sigfrid Larsson för sin far, ornamentbildhuggaren Johan August Larsson. Fastigheten är grönmärkt av Stadsmuseet i Stockholm, det innebär "särskilt värdefull från historisk, kulturhistorisk, miljömässig eller konstnärlig synpunkt".

## Bakgrund

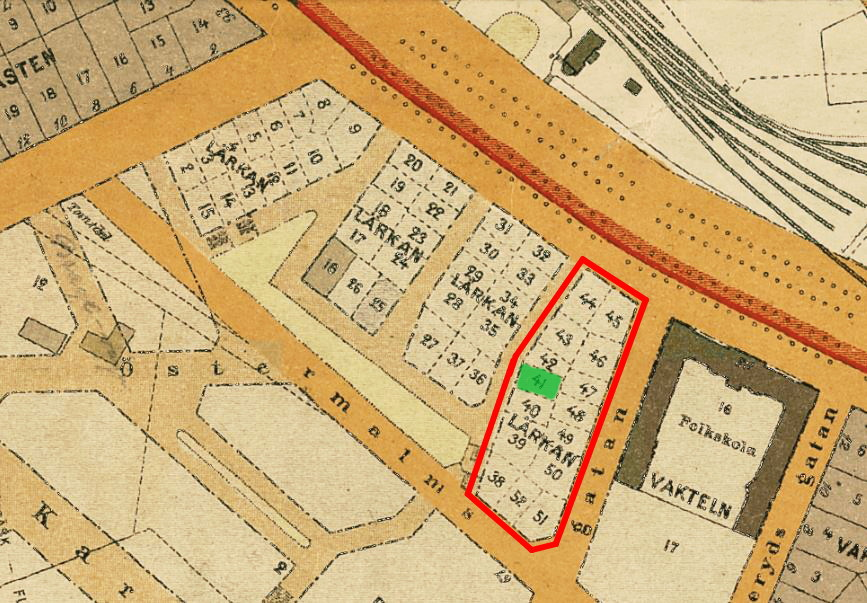
Kvarteret Lärkan, tomt nr 41 (nuvarande Piplärkan 4), 1909

I februari 1909 inleddes auktionerna av de 51 villatomterna i kvarteret Lärkan. Bland tidiga tomtköpare fanns bildhuggaren Johan August Larsson som i maj 1909 förvärvade tomten nr 41 (senare namnändrad till Piplärkan 4) vid den då fortfarande namnlösa Baldersgatan. Fastigheterna inkluderade även en mindre trädgårdstomt och omfattade totalt en areal om 299 kvadratmeter ”å fri och egen grund”. Säljare var Stockholms stad. Sonen, arkitekten och byggmästaren Sigfrid Larsson, ritade och uppförde huset som stod färdigt 1910. Han ansvarade även som arkitekt för grannhuset Piplärkan 3 som blev en kopia av Piplärkan 4.

## Byggnadsbeskrivning

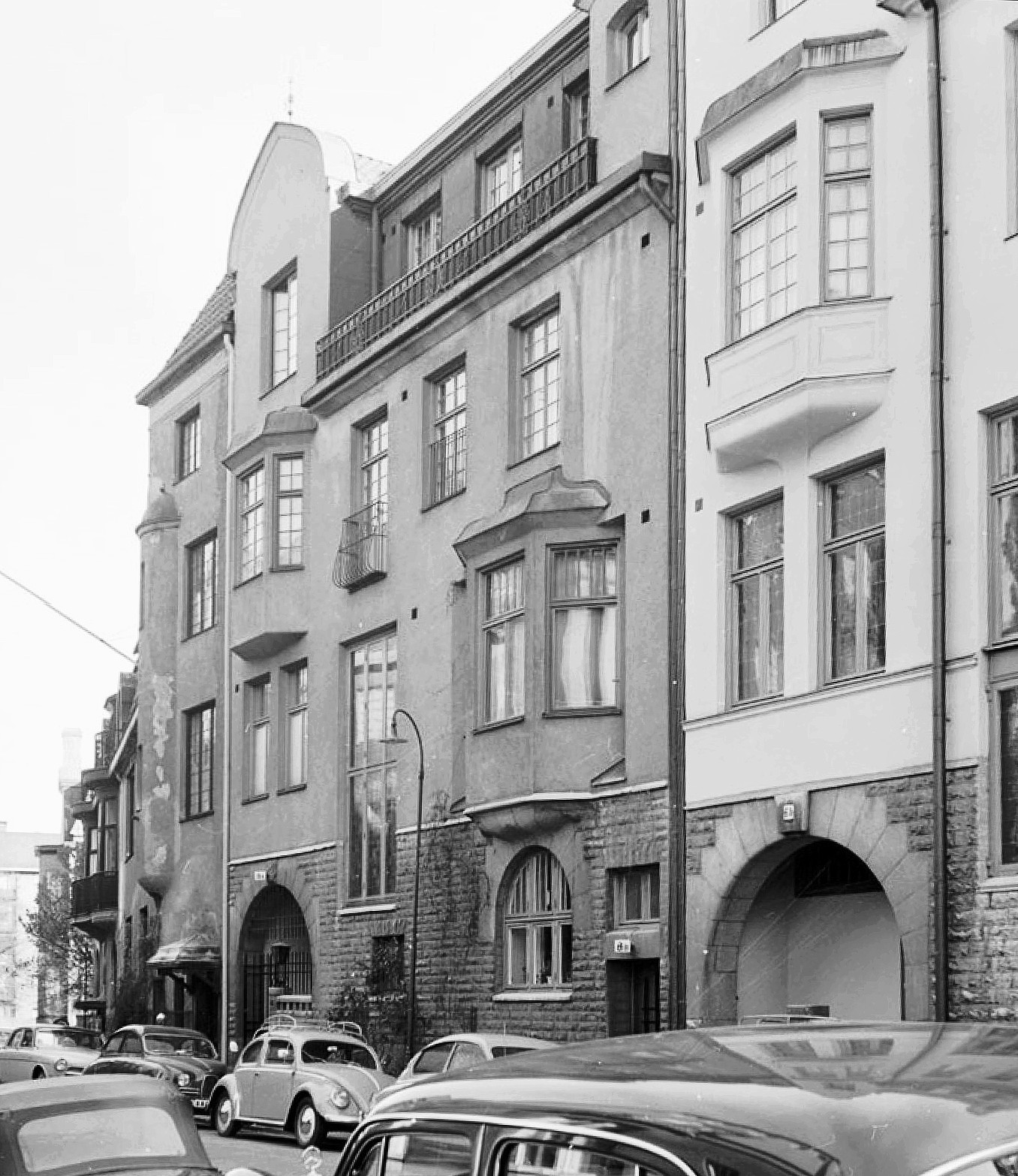
Piplärkan 4, 1962.

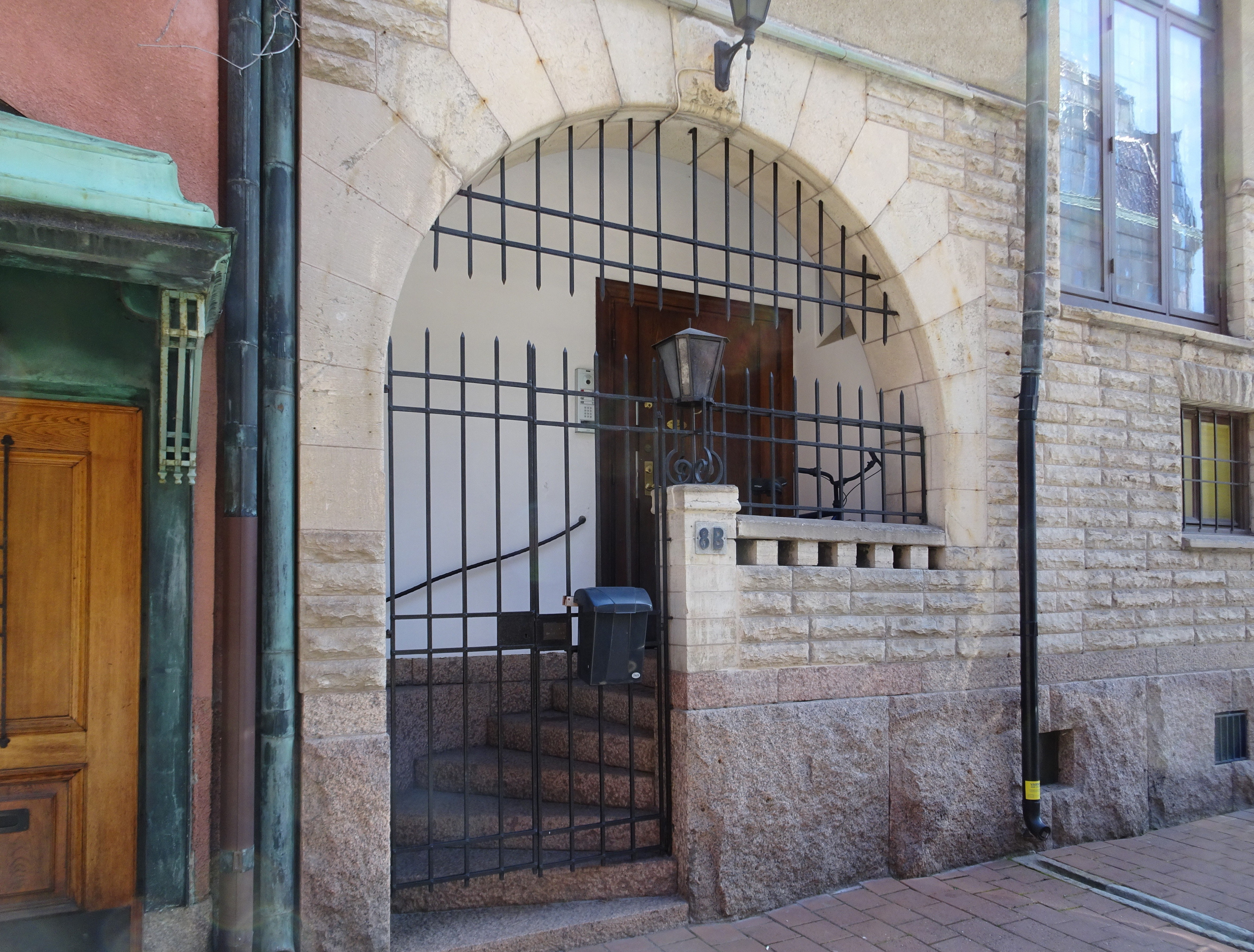
Den indragna entrén, augusti 2022. Järngrinden fanns ursprungligen inte.

### Exteriör
Piplärkan 4 uppfördes i tre våningar med en indragen vindvåning samt låg källare. Fasadytan består av ljusfärgat slätputs och i höjd med bottenvåningen av grovhuggen kalksten. Sockeln är av granit. Entrén och entrétrappan är indragna i fasaden och dold bakom ett valv som tillsammans med burspråket ovanför och en frontespis betonar husets vänstra sida. Intill märks ett stort trapphusfönster. Längst till höger anordnades en separat ingång till kökstrappan som sträcker sig genom samtliga våningsplan. Ursprungsritningarna från 1909 visar en rundad balkong utanför vardagsrummet på övervåningen. Det ändrades 1910 av arkitekten till ett burspråk. Gårdsfasaden utfördes i grå terrasitputs.

### Interiör
Rumsfördelningen enligt Larssons arkitektritningar från juni 1909 var följande:
- Källarvåning – tvättstuga, pannrum, förråd.
- Bottenvåning – entré, hall, huvudtrappa, lägenhet om två rum och kök för "gårdskarl".
- Våning 1 trappa – huvudtrappa och övre hall, herrum, vardagsrum med öppen spis och burspråk, matsal, kök med serveringsgång, interntrappa till våning 2 trappor.
- Våning 2 trappor – tre sovrum mot gatan, sängkammare, badrum och ytterligare ett rum mot gården.
- Vindsvåningen – två dubbletter (lägenheter utan kök) och jungfrukammare samt badrum med dusch.

Våningarna 1 och 2 var familjen Larssons bostad, men man hyrde även ut tre lägenheter trots bestämmelser om högst ett kök i varje fastighet, med undantag för ett mindre kök i lägenheter för gårdskarlar eller portvakter. Bestämmelsen uppfylldes genom att en lägenhet med kök ”för gårdskarl” inrättades på bottenvåningen och på vindsvåningen lades två dubbletter utan kök men med gemensamt badrum. Liknande upplägg fanns även i Piplärkan 3 och i andra fastigheter i lärk-kvarteren.

## Husets vidare öden
Johan August Larsson kom att bo i villan med sin hustru Kristna Sofia samt sju barn, bland dem även husets upphovsman Sigfrid Larsson. 1916 hade han sålt fastigheten till grosshandlaren Melcher Alexis Seymer, far till tonsättaren William Seymer. Han bodde dock inte själv i huset utan hyrde ut.
Vid Stadsmuseets byggnadsinventering 1977 bevarade interiörerna i stort ursprunglig plan och relativt enkel inredning såsom trappa i mörklaserad ek, bröstpaneler och fyllningsdörrar, samt taklister och -rosetter av stuck. En genomgripande ombyggnad utfördes 2017. Då inreddes vinden, en hiss installerades och totalt fem moderna lägenheter skapades i huset, efter ritningar av Scheiwiller Svensson Arkitektkontor. Fastigheten ägs idag (2022) av HB Balderslärkan.